# Lista składana
Lista składana lub wyrażenie listowe (ang. list comprehension) – konstrukcja dostępna w niektórych językach programowania (np. Python) umożliwiająca tworzenie nowej listy na podstawie istniejącej sekwencji. Pozwala na zwięzły zapis złożonych operacji na listach, łącząc w jednej linii kodu tworzenie listy, pętlę i instrukcję warunkową.

## Składnia
Ogólna struktura listy składanej to:
```
lista
 
=
 
[
wyrażenie
 
for
 
wyraz
 
in
 
sekwencja
 
if
 
warunek
]

```

Instrukcja warunkowa jest opcjonalna, więc lista składana może mieć również postać:
```
lista
 
=
 
[
wyrażenie
 
for
 
wyraz
 
in
 
sekwencja
]

```

Składnia ta nawiązuje do matematycznej notacji (w języku angielskim określanej jako set-builder notation lub set comprehension), za pomocą której można definiować zbiór. Zgodnie z tą notacją, z definicji zbioru {\displaystyle \{x\in X:\phi (x)\}} wynika, że element {\displaystyle x\in X} należy do zbioru wtedy i tylko wtedy, gdy spełnia funkcję zdaniową {\displaystyle \phi (x)}. Przykładowo, zapis {\displaystyle \{n\in \mathbb {N} :n\leq 3\}} oznacza zbiór liczb naturalnych mniejszych bądź równych 3.
Przykład zastosowania listy składanej w języku Python to:
```
l
 
=
 
[
2
 
*
 
n
 
for
 
n
 
in
 
(
0
,
 
1
,
 
2
)
 
if
 
n
 
>
 
0
]

```

Powyższa linia kodu tworzy listę na podstawie krotki (0, 1, 2) wybierając z niej elementy większe od zera i mnożąc je przez 2. Po wykonaniu tej linii kodu zmienna l zawiera listę dwuelementową [2, 4]. Aby uzyskać taki sam wynik za pomocą klasycznej pętli należałoby użyć następującego fragmentu kodu:
```
l
 
=
 
[]

for
 
n
 
in
 
(
0
,
 
1
,
 
2
):

    
if
 
n
 
>
 
0
:

        
l
.
append
(
2
 
*
 
n
)

```

## Pokrewne konstrukcje
W języku Python analogiczną konstrukcję można stosować także do tworzenia słowników i zbiorów. Przykładowo, następujący fragment kodu tworzy słownik, w którym kluczami są liczby naturalne od 1 do 5, a wartościami kwadraty tych liczb:
```
s
 
=
 
{
x
:
 
x
 
**
 
2
 
for
 
x
 
in
 
[
1
,
 
2
,
 
3
,
 
4
,
 
5
]}

```